# Riđake
Riđake (Servisch: Риђаке) is een plaats in de Servische gemeente Vladimirci. De plaats telt 427 inwoners (2002).